# 奇士拳
奇士拳，乃是河南拳術，為中國武術流派之一。2015年，奇士拳被列入河南省非物质文化遗产名录

## 介紹
奇士拳十分讲究腰腿地蹚功夫，扑跌翻滚，起伏跌宕，浑厚质朴，风格独特且套路严谨。演练时能达调阴阳、走气息、以意行气、以气推力、崩发于丹田。